# 油日站
油日站（日语：／ Aburahi eki */?）是位於滋賀縣甲賀市甲賀町上野，西日本旅客鐵道（JR西日本）草津線的車站。

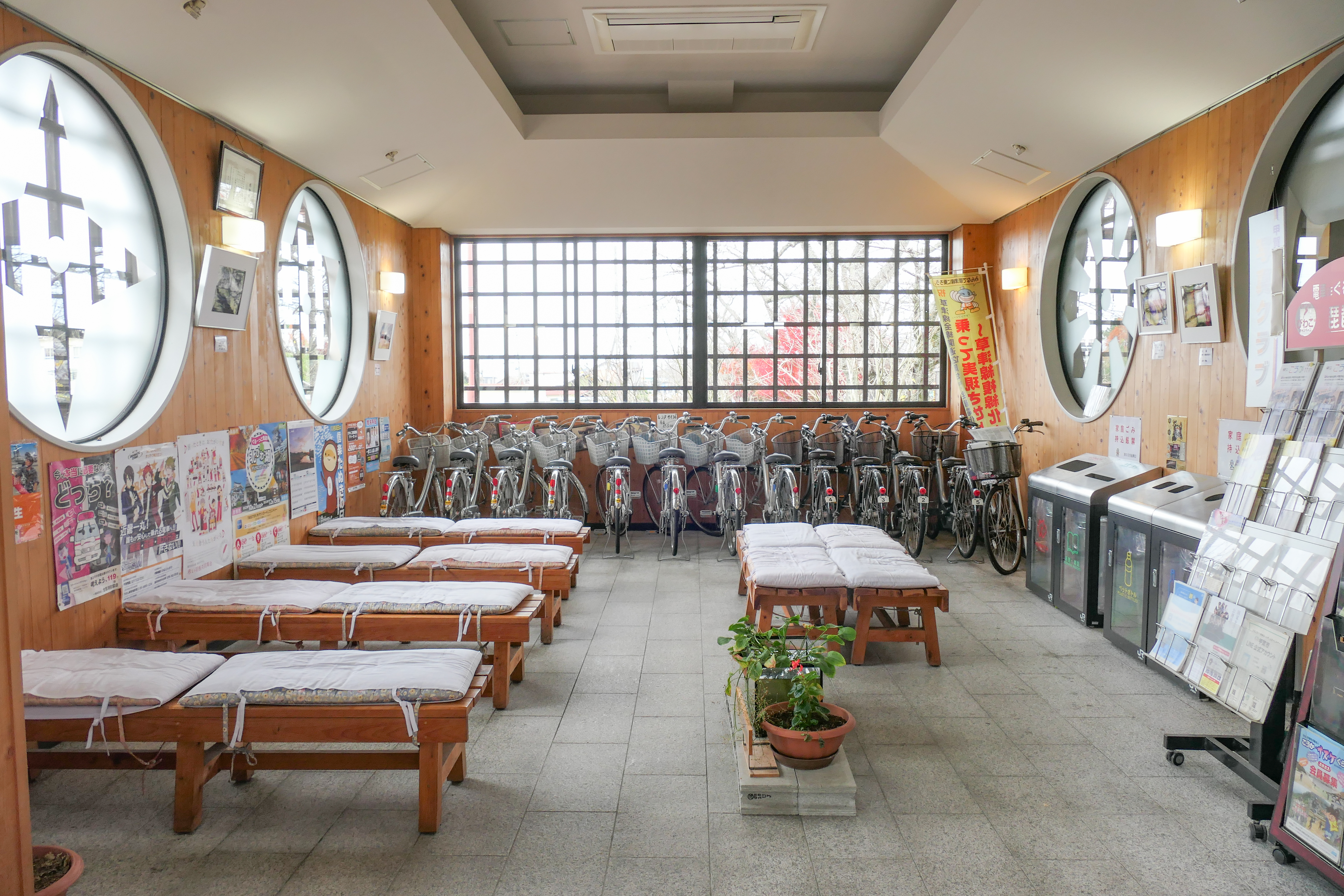
車站內部（2022年11月）

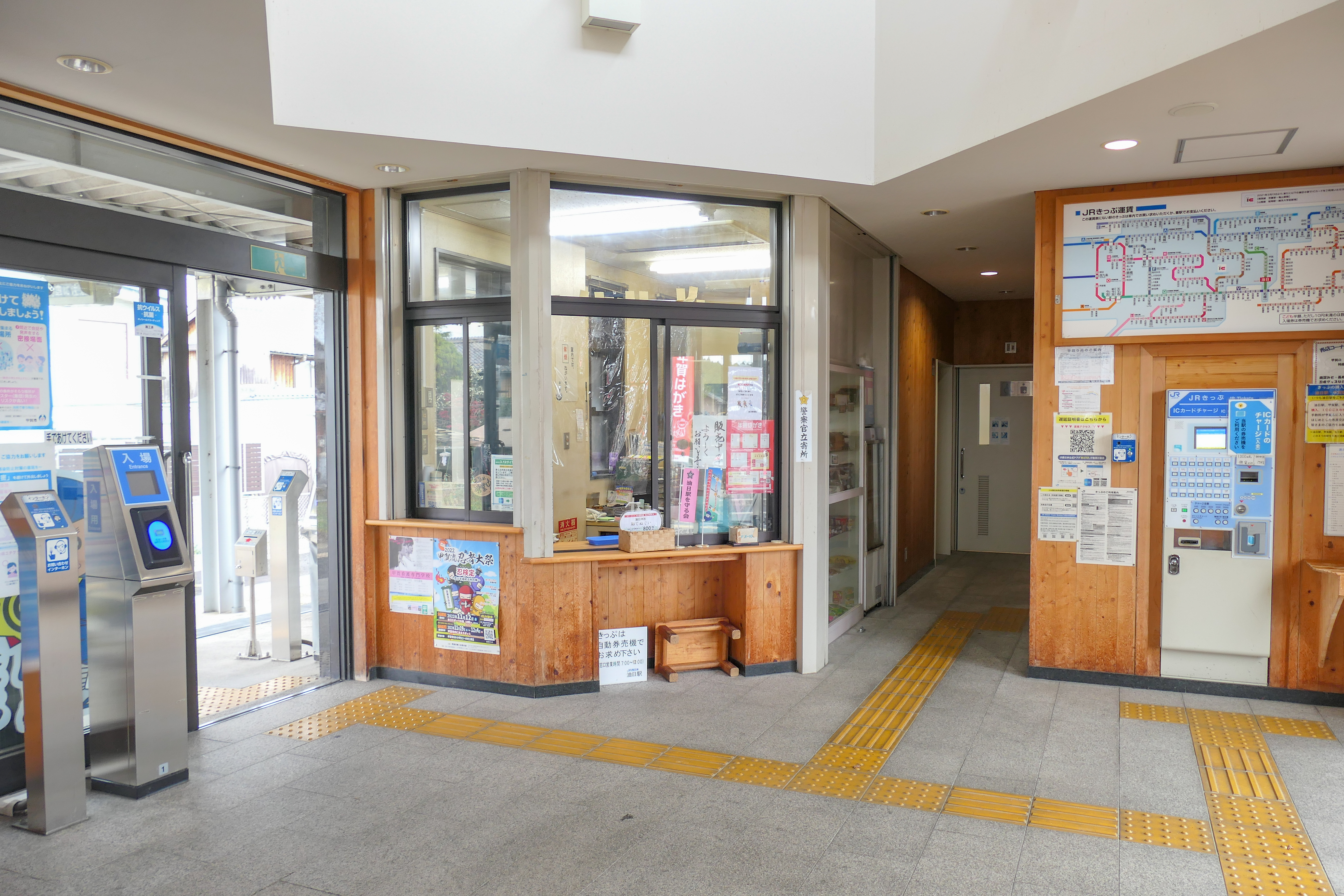
檢票口（2022年11月）

## 概要
此站靠近草津一方各站由京都分社管轄。包含柘植站在，於草津線三重縣內約1.4公里區間由近畿統括本部龜山鐵道部管轄（這是由於柘植站的所屬線區是關西本線）。

## 歷史
- 1959年（昭和34年）12月15日 - 日本國有鐵道草津線柘植站至甲賀站之間新設此站。
- 1971年（昭和46年）10月1日 - 成為無人車站[1]。
- 1987年（昭和62年）4月1日 - 伴隨國鐵分割民營化，車站由西日本旅客鐵道（JR西日本）營運。
- 2002年（平成14年）3月23日 - 新車站大樓落成[2]。
- 2018年（平成30年）3月17日 - 此站開始可以使用IC卡「ICOCA」[3]。IC卡使用專用簡易閘機。

## 車站構造
車站是一座地面車站，設有1面1線的單式月台。草津方向的列車會開啟左邊車門。柘植和草津方向於同一月台到發。車站大樓的風格為忍者屋。
此站是由草津站管理的簡易委託車站。站內設有自動售票機（北陸本線的河毛站也是同樣）。在部分時段，車站職員會穿著忍者服裝進行檢票與收票業務。在2020年3月前，列車進站音樂為「春天來了」。過去車站與北陸本線同樣，使用安妮蘿莉作為進站音樂。月台上種植了櫻花樹。

## 使用狀況
以下為近年一日平均乘車人次列表
| 年度   | 一日平均 乘車人次 | 參考資料 |
| ------ | ----------------- | -------- |
| 1992年 | 354               | [ 5 ]    |
| 1993年 | 341               | [ 6 ]    |
| 1994年 | 356               | [ 7 ]    |
| 1995年 | 349               | [ 8 ]    |
| 1996年 | 337               | [ 9 ]    |
| 1997年 | 364               | [ 10 ]   |
| 1998年 | 360               | [ 11 ]   |
| 1999年 | 377               | [ 12 ]   |
| 2000年 | 374               | [ 13 ]   |
| 2001年 | 340               | [ 14 ]   |
| 2002年 | 335               | [ 15 ]   |
| 2003年 | 331               | [ 16 ]   |
| 2004年 | 349               | [ 17 ]   |
| 2005年 | 350               | [ 18 ]   |
| 2006年 | 352               | [ 19 ]   |
| 2007年 | 359               | [ 20 ]   |
| 2008年 | 355               | [ 21 ]   |
| 2009年 | 329               | [ 22 ]   |
| 2010年 | 317               | [ 23 ]   |
| 2011年 | 311               | [ 24 ]   |
| 2012年 | 307               | [ 25 ]   |
| 2013年 | 319               | [ 26 ]   |
| 2014年 | 294               | [ 27 ]   |
| 2015年 | 291               | [ 28 ]   |
| 2016年 | 275               | [ 29 ]   |
| 2017年 | 281               | [ 30 ]   |
| 2018年 | 287               | [ 31 ]   |
| 2019年 | 268               | [ 32 ]   |

## 車站周邊
- 甲賀市立油日小學（日语：甲賀市立油日小学校）
- 油日郵局
- 杣川（日语：杣川）
- 鹽野義研究農場
- 油日神社（日语：油日神社） - 9世紀創立。甲賀武士的氏神。

## 巴士路線
| 乘車處   | 乘車處 | 系統   | 主要途經               | 目的地       | 巴士公司       | 備註         |
| -------- | ------ | ------ | ---------------------- | ------------ | -------------- | ------------ |
| 油日站   |        | 油日線 | 高嶺、五反田陸橋、長野 | 青野         | 甲賀市社區巴士 | 只於平日行走 |
| 油日站   |        | 油日線 | 市河原、瀧公民館       | 甲賀站北出口 | 甲賀市社區巴士 | 只於平日行走 |
| 油日站口 |        | 油日線 | 五反田陸橋             | 青野         | 甲賀市社區巴士 | 平日1班      |
| 油日站口 |        | 油日線 | 南田堵野               | 甲賀站北出口 | 甲賀市社區巴士 | 平日1班      |

## 相鄰車站
西日本旅客鐵道
 草津線
柘植－油日－甲賀

## 注腳
1. ↑  天王寺鐵道管理局三十年相片史p.227　年表
2. ↑  . 京都新聞（朝刊） (京都新聞社). 2002-03-23 （日语）.
3. ↑   (新闻稿). 西日本旅客鉄道. 2017-12-15  [2021-01-19]. （原始内容存档于2019-06-05） （日语）.
4. ↑  滋賀縣統計書
5. ↑  平成4年滋賀縣統計書[]（日語）
6. ↑  平成5年滋賀縣統計書[]（日語）
7. ↑  平成6年滋賀縣統計書[]（日語）
8. ↑  平成7年滋賀縣統計書[]（日語）
9. ↑  平成8年滋賀縣統計書[]（日語）
10. ↑  平成9年滋賀縣統計書[]（日語）
11. ↑  平成10年滋賀縣統計書[]（日語）
12. ↑  平成11年滋賀縣統計書[]（日語）
13. ↑  平成12年滋賀縣統計書[]（日語）
14. ↑  平成13年滋賀縣統計書[]（日語）
15. ↑  平成14年滋賀縣統計書[]（日語）
16. ↑  平成15年滋賀縣統計書[]（日語）
17. ↑  平成16年滋賀縣統計書[]（日語）
18. ↑  平成17年滋賀縣統計書[]（日語）
19. ↑  平成18年滋賀縣統計書[]（日語）
20. ↑  平成19年滋賀縣統計書[]（日語）
21. ↑  平成20年滋賀縣統計書[]（日語）
22. ↑  平成21年滋賀縣統計書[]（日語）
23. ↑  平成22年滋賀縣統計書[]（日語）
24. ↑  平成23年滋賀縣統計書 （页面存档备份，存于）（日語）
25. ↑  平成24年滋賀縣統計書 （页面存档备份，存于）（日語）
26. ↑  平成25年滋賀縣統計書 （页面存档备份，存于）（日語）
27. ↑  平成26年滋賀縣統計書 （页面存档备份，存于）（日語）
28. ↑  平成27年滋賀縣統計書 （页面存档备份，存于）（日語）
29. ↑  平成28年滋賀縣統計書 （页面存档备份，存于）（日語）
30. ↑  平成29年滋賀縣統計書 （页面存档备份，存于）（日語）
31. ↑  平成30年滋賀縣統計書PDF（日語）
32. ↑  令和元年滋賀縣統計書PDF（日語）

## 外部連結
- 油日｜車站資訊：JR出門網 - 西日本旅客鐵道（日語）